# قلی‌بیگ افشار قورچی‌باشی
قلی‌بیگ افشار قورچی‌باشی از سرداران و قورچیان قزلباش طایفه افشار در زمان شاه محمد خدابنده بود. وی در توطئه قتل خیرالنساء بیگم شرکت داشت.
او در جنگی با عثمانی از بیم جانش که حمزه میرزا نهانی قصد آن را کرده بود، خدمت به عثمانی (جعفرپاشا) را ترجیح داد و به دولت عثمانی پناهنده شد. قلی‌بیگ افشار قورچی‌باشی، جعفر پاشا (سردار عثمانی) را از برخی ترفندهای جنگ آگاه ساخته بود.